# Atelognathus
Atelognathus és un gènere de granotes de la família Leptodactylidae que es troba només a la Patagònia.

## Taxonomia
- Atelognathus ceii
- Atelognathus grandisonae
- Atelognathus nitoi
- Atelognathus patagonicus
- Atelognathus praebasalticus
- Atelognathus reverberii
- Atelognathus salai
- Atelognathus solitarius